# Troll 2
Troll 2 es una película de terror italiana de 1990 dirigida por Claudio Fragasso (bajo el seudónimo Drake Floyd). El guion fue escrito por Fragasso y su esposa Rossella Drudi. A pesar de ser una producción italiana, la cinta fue filmada en inglés y protagonizada por los actores angloparlantes Michael Stephenson, George Hardy, Margo Prey, Connie Young, Deborah Reed y Jason F. Wright.
La película recibió una respuesta negativa por parte de la crítica cinematográfica, siendo denominada "una de las peores películas jamás creadas". Sin embargo, con el pasar de los años fue adquiriendo el estatus de película de culto, además de una creciente base de fanáticos. Detalles acerca de su producción y su posterior popularidad fueron mostrados en el documental Best Worst Movie de 2009.

## Trama
Michael Waits siempre ha soñado con ser agricultor y organiza unas vacaciones de intercambio de casa en las que él y su familia se mudarán a una casa en la comunidad agrícola rural de Nilbog ("goblin" al revés) durante un mes. La noche antes de que la familia viaje, el hijo de Michael, Joshua, es contactado por el fantasma de su abuelo muerto, Seth, y le advierte que unos goblins vegetarianos quieren convertirlo a él y a su familia en plantas para comérselos. Seth le dice a Joshua que los goblins pueden convertir a las personas en plantas alimentándolas con comida o bebida envenenada.
Mientras tanto, la hermana de Joshua, Holly, recibe la visita de su novio Elliot Cooper. Holly acusa a Elliot de preferir pasar tiempo con sus amigos, así que este promete mostrar su devoción acompañando a la familia de vacaciones.
Al día siguiente, los padres de Holly, Michael (George Hardy) y Diane (Margo Prey), se aburren de esperar a Elliot y deciden viajar sin él. Posteriormente se ve cómo Elliot sigue a la familia en una autocaravana junto a sus amigos Brent (David McConnell), Arnold (Darren Ewing) y Drew (Jason Steadman). Mientras la familia va hacia al pueblo, Joshua vuelve a tener una visión de su abuelo, quien le dice que no deben ir a Nilbog, ya que está lleno de goblins. Joshua intenta convencer a sus padres, pero no le hacen caso.
Al llegar al pueblo, la familia descubre que los habitantes les dejaron comida en la casa, la cual tiene una sustancia verde. Antes de que ingieran aquellos alimentos, el abuelo vuelve a hablar con Joshua, deteniendo el tiempo para que él pueda impedir que coman. Joshua entonces orina sobre la comida y es castigado por lo que hizo.
Mientras tanto, Arnold descubre a una joven en el bosque que es perseguida por goblins. Ambos se refugian en una capilla, que resulta ser el hogar de Creedence Leonore Gielgud (Deborah Reed), la reina druida de los goblins. La mujer les da de beber un líquido que transforma a la joven en una masa verde, y a Arnold en un híbrido de planta. Tras esto, Arnold observa cómo los goblins se alimentan de la joven, sin poder moverse. Aunque posteriormente es descubierto por su amigo Drew, que no logra escapar ya que la mujer lo asesina.
En la casa, la familia descubre que la gente del pueblo les ha preparado una fiesta sorpresa para disculparse por los hechos en la iglesia. Joshua intenta hacer contacto con Seth, solo para que Creedence aparezca en forma de goblin a través del espejo, y ataca a Joshua. El fantasma de Seth aparece y le corta la mano con un hacha. 
Creedence regresa a su capilla, donde se transforma en una hermosa y atractiva mujer y se pone un seductor vestido con un escote largo y falda corta y se lleva una mazorca; esa misma noche viaja al bosque circundante a la casa rodante de Elliot. Allí está Brent mirando televisión, entonces ella se le aparece en el televisor y le dice que salga a encontrarse con ella en el bosque, donde conversan un rato y luego regresan a la camioneta. Allí lo seduce y posteriormente lo ahoga en palomitas de maíz salidas de la mazorca.
En las escenas siguientes, la familia de Joshua es atacada por los habitantes del pueblo, quienes son en realidad goblins disfrazados. La familia se refugia en la casa junto a Elliot, y el abuelo les dice que la única forma de destruir a las criaturas es tocando la piedra mágica que está en la capilla de la druida. Los personajes logran llegar a la capilla y destruyen a la druida y sus goblins. 
Al final, la familia regresa a casa, donde se ve a la madre de Joshua comiendo comida del refrigerador. La comida, desconocida para la familia, ha sido envenenada por la familia de goblins que utilizaron su casa durante su intercambio. La película termina con Joshua entrando en la cocina, para descubrir a un grupo de duendes que se comen el torso verde e hinchado de su madre sobre la encimera de la cocina y le ofrecen un bocado. Joshua grita horrorizado.

## Reparto
- Michael Stephenson – Joshua Waits
- George Hardy – Michael Waits
- Margo Prey – Diana Waits
- Connie McFarland – Holly Waits
- Robert Ormsby – Abuelo Seth
- Deborah Reed – Creedence Leonore Gielgud
- Jason Wright – Elliot Cooper
- Darren Ewing – Arnold
- Jason Steadman – Drew
- David McConnell – Brent
- Mike Hamill – Bells
- Christina Reynolds – Cindy

## Producción
El guion de la película fue escrito por el director Claudio Fragasso y su esposa Rossella Drudi, ambos italianos. Según Drudi, la idea de que los goblins de la cinta fueran vegetarianos fue para criticar a sus amigos que en ese tiempo eran vegetarianos. La película fue filmada durante el verano de 1989 en la ciudad estadounidense de Morgan (Utah). El equipo de producción estuvo conformado en su mayoría por italianos que no hablaban inglés.
Los actores involucrados en la película eran principalmente habitantes de Utah sin mayor experiencia en la actuación. George Hardy, que en ese entonces vivía en Salt Lake City, era un dentista que solo había actuado con anterioridad en una obra de teatro en la escuela secundaria. Aun así, participó en la audición y le fue asignado el papel de Michael Waits, padre de Joshua. Otro de los actores, Don Packard, hizo la audición tiempo después de salir de un hospital psiquiátrico, obteniendo también un papel en la película. Durante el rodaje, algunos actores le comentaron al director que ciertos diálogos estaban mal escritos y no sonaban bien en inglés. Sin embargo, Fragasso se negó a cambiar el guion.
Una vez finalizado el rodaje, el título de la película -que originalmente iba a ser Goblins- fue cambiado a Troll 2, para hacerla pasar como una secuela de la cinta Troll de 1986. Aun cuando las criaturas que aparecen en la película de Fragasso no eran troles.

## Recepción
Troll 2 obtuvo una respuesta negativa por parte de la crítica cinematográfica, siendo nombrada "una de las peores películas jamás creadas". La película posee un 6% de comentarios "frescos" en el sitio web Rotten Tomatoes, basado en un total de 15 críticas. Steve Biodrowski de la revista Cinefantastique escribió: "Incluso las malas películas, a través de un golpe de suerte, por lo general tropiezan con un buen momento o dos [...] Troll 2, en cambio, es un desastre de principio a fin".
Con el pasar de los años, Troll 2 fue adquiriendo un creciente número de fanáticos, siendo considerada incluso una película de culto. Este fenómeno ha sido comparado con el de películas como The Room (2003) y Birdemic (2008). La película es mostrada en diversos cines a lo largo de Estados Unidos, donde se invita a los actores para responder preguntas y recrear algunas escenas del filme. Según el actor Michael Stephenson, que interpreta a Joshua, la popularidad de la cinta se debe a su sinceridad: "Con Troll 2 pensábamos que estábamos haciendo una buena película de terror, y eso es lo que hace que la gente ría".
A pesar de las malas críticas, el director Claudio Fragasso ha dicho estar orgulloso de su trabajo: "Hice una muy buena película [...] Ser considerada la peor película es casi tanto un cumplido como ser considerada la mejor. Significa que he provocado una impresión".